# Alexandra Ehler
Ne doit pas être confondu avec Christian Ehler.
Alexandra Ehler, née le 7 avril 1995, est une escrimeuse allemande pratiquant l'épée.

## Biographie
D'origine kazakhe, Alexandra Ehler grandit et commence l'escrime à Waldkirch. Elle est membre du club de la ville jusqu'en 2012, avant de rejoindre le Heidenheimer SB jusqu'en 2017 puis le TSV Bayer 04 Leverkusen.
Elle est sacrée championne d'Allemagne cadette en 2009, avant de remporter une dizaine de médailles dans cette même compétition en tant que juniore. Toujours comme juniore, elle remporte les championnats d'Europe 2015 aux côtés d'Anna Hornischer, Nadine Stahlberg et Kristin Werner après avoir vaincu les championnes en titre, en finale
Alexandra Ehler intègre finalement l'équipe nationale allemande avec qui elle participe à plusieurs étapes de la coupe du monde. Avec Alexandra Ndolo, Nadine Stahlberg et Laura Wetzker / Ricarda Multerer, elle remporte l'or à Chengdu (2019) puis l'argent à Tallinn (2021).
Alexandra Ehler remporte la médaille de bronze de l’épreuve d'épée individuelle en escrime aux Jeux européens de 2023. Malgré deux défaites en poules, elle est uniquement vaincue par Dzhoan Feybi Bezhura, future victorieuse de l'épreuve, durant les phases éliminatoires.

## Palmarès
- Épreuves de coupe du monde
  -  Médaille d'or par équipes à la coupe du monde de Chengdu sur la saison 2018-2019[5]
  -  Médaille d'argent par équipes au Glaive de Tallinn sur la saison 2021-2022[6]
  -  Médaille de bronze au Prix Rehbinder à Stockholm (tournoi satellite) sur la saison 2016-2017[9]

- Jeux européens
  -  Médaille de bronze en individuel aux Jeux européens de 2023 à Cracovie[10]

## Classement en fin de saison
| Année | 2015 | 2016 | 2017 | 2018 | 2019 | 2020 | 2021 | 2022 | 2023 |
| ----- | ---- | ---- | ---- | ---- | ---- | ---- | ---- | ---- | ---- |
| Rang  | 253  | 320  | 65   | 121  | 66   | 66   | 67   | 49   | 57   |